# Frank Sternal
Frank Sternal (* 12. August 1976 in Stade) ist ein deutscher Tischtennisspieler.

## Leben
Sternal absolvierte neben seiner Tischtennislaufbahn ein wirtschaftswissenschaftliches Studium und erwarb seinen Abschluss als Diplomökonom 2002 an der Universität Hannover. Er ist als Senior Controller tätig.

## Karriere
Sternal begann seine Laufbahn beim MTV Moisburg und wurde dort während einer Tischtennis-Minimeisterschaft im Alter von 8 Jahren von seinem ersten Jugendtrainer Klaus-Dieter Lohmann entdeckt und gefördert, er wechselte als 12-Jähriger (1988) in die Herrenmannschaft des VSV Hedendorf/Neukloster und eine Saison später zum TuS Harsefeld (1989–1994), wo in der Zeit ein Aufstieg in die Regionalliga gelang. 1994 wurde er in Kleinostheim deutscher Jugendmeister im Einzel und nahm an den Jugend-Europameisterschaften in Paris teil. Im selben Jahr wechselte er zum SV Werder Bremen in die Zweite Bundesliga Nord (1994–1997).
Es folgte ein Gastspiel in der Zweiten Bundesliga bei Eintracht Leer (1997–1999), nachdem er wieder zum SV Werder Bremen (1999–2006) zurückging, der in der Saison 2002/2003 Meister der Zweiten Bundesliga Nord wurde und 2005 in die Erste Bundesliga aufstieg. Mit dem Wechsel zum TTS Borsum (2006–2012) wechselte Sternal zurück in die Zweite Bundesliga, wo später nach einem Rückzug in die Regionalliga als Meister (2007/2008) der Wiederaufstieg in die Zweite Bundesliga gelang. Seit 2012 spielt Sternal in der Regionalliga Nord beim SC Poppenbüttel. Seit 2019 ist er wieder bei seinem Heimatverein MTV Moisburg als Spieler und Jugendtrainer tätig.
2022 wurde Frank Sternal Deutscher Seniorenmeister in der Altersklasse Ü45.
Bei den Deutschen Meisterschaften 2025  in Erfurt wurde er in der Altersklasse Ü45 Deutscher Vizemeister im Einzel und zusammen mit seinem Moisburger Teamkollegen Christian Johnen Vizemeister im Doppel. Zudem belegte er mit Silke Stieglitz (TSV Watenbüttel) im Mixed der AK Ü45 den 3ten Platz.

## Erfolge
- Deutscher Vizemeister Einzel in der Alterklasse Ü45: 2025
- Deutscher Vizemeister Doppel in der Altersklasse Ü45 (mit Teamkollege Christian Johnen, MTV Moisburg): 2025
- 3ter Platz bei der Deutschen Meisterschaft im Mixed der Altersklasse Ü45 mit Silke Stieglitz (TSV Watenbüttel)
- Deutscher Meister 2022 in der Altersklasse Ü45
- Deutscher Meister Jugend-Einzel: 1994
- Deutscher Vizemeister im Jugend-Doppel: 1994 (mit Florian Kaindl)[7]
- Deutscher Hochschulmeister im Einzel: 2002
- Norddeutscher Meister im Herren-Einzel: 1996, 2000, 2003
- Norddeutscher Meister im Herren-Doppel: 2003 (mit Sven Hielscher)
- 2. Platz DTTB Top 12: 2002
- 3. Platz DTTB Top 12: 2001, 2003
- Niedersächsischer Meister Herren-Einzel: 1998
- Bremer Meister Herren-Einzel: 2000
- Meister 2. Bundesliga Nord mit dem SV Werder Bremen 2003
- Meister Regionalliga Nord mit dem TTS Borsum 2008
- Achtelfinale Jugend-Europameisterschaften in Paris 1994
- 3. Platz Universitäts-WM Mannschaft in Polen 2002
- Teilnahme Studentenolympiade in Bejing 2000
- 2. Platz Bundesranglistenturnier der Jugend 1993[8]

## Privat
Frank Sternal ist verheiratet und hat zwei Kinder.